# Immunoglobulina A
La immunoglobulina A (IgA) és la classe predominant d'anticòs en les secrecions seromucoses de l'organisme tals com saliva, llàgrimes, calostre i secrecions respiratòries, gastrointestinals i genitourinàries. En sang, es troba com una molècula monomètrica, però en mucoses es troben en forma dimèrica (IgA secretora). La seva funció principal és identificar els antígens i impedir que es localitzin en les mucoses.
Existeixen dues subclasses d'IgA: IgA1 i IgA2, que es poden presentar en forma monomèrica (sang) o en forma dimèrica (IgA secretora de les mucoses). Aquesta immunoglobulina pot portar unit un component secretori que li dona unes propietats característiques, com per exemple, la protecció davant dels enzims proteolítics.
En els sèrums, la IgA monomèrica es troba en dues formes isotípiques: la IgA1 (90%) i la IgA2 (10%), les quals poden formar dímers. Aquests s'estabilitzen per ponts disulfur entre l'extrem C-terminal, format per 18 aminoàcids d'una cadena pesada amb la cadena J.
En canvi, en les mucoses de secreció, el percentatge d'aquests dos isotips varia: la IgA1 es troba entre un 80 i un 90% en secrecions nasals i secrecions genitals masculines i amb un 60% a la saliva, mentre que la IgA2 es troba amb un 60% a les secrecions genitals femenines.
Tot i que les dues subclasses estan formades per N-oligosacàrids, s'observen algunes diferències pel que fa a la seva estructura.

## Estructura
La unitat bàsica monomèrica de la IgA està formada per dues cadenes pesants (H, també anomenades α) i dues cadenes lleugeres (L).
Cada cadena està plegada de manera que es distingeixen diferents dominis globulars, formats per aproximadament 110 aminoàcids distribuïts en una estructura secundària làmina β antiparal·lela. Trobem quatre dominis a les cadenes pesants (N-terminus VH, Cα1, Cα2 i Cα3) i dos a les cadenes lleugeres (VL i CL).
En cada unitat monomèrica es distingeixen dues regions idèntiques Fab que s'uneixen a l'antigen i que estan unides per la regió frontissa a la regió Fc, la qual regula el mecanisme de la immunoglobulina.

### Parts[3]
- Cadena J: És una glicoproteïna amb un 12% de sucres i un pes molecular de 15kD que uneix els residus Cys dels extrems Fc mitjançant ponts disulfur. La cadena pot adoptar una estructura d'un o de dos dominis.
- Regió frontissa (Hinge): Part de la cadena pesant de la IgA, rica en prolina que es troba entre la regió Fc i la Fab. Dona mobilitat a les dues regions Fab de l'anticòs i permet que es pugui combinar amb altres epítops.
- Tailpiece (C-terminal): Es troba a la cadena pesant-α, format per 18 aminoàcids, dona a la IgA l'habilitat de polimeritzar.
- Dominis: Són seqüències d'aminoàcids d'entre 70 i 100 residus. En la IgA trobem un total de 12 dominis diferents.
- Fragment Fc: Conté quatre dominis constants a les cadenes pesants. Gràcies a aquests dominis, la IgA es pot unir als diversos receptors.
- Fragment Fab: Conté dos dominis variables i dos constants, distribuïts de manera que en té un a la cadena pesant i l'altre a la lleugera. Gràcies a aquests dominis variables, té lloc la unió a l'antigen.

### Comparació estructural entre IgA1[4]i IgA2[5]

#### Regió frontissa
En la IgA1, la regió frontissa està formada per 23 residus i té cinc llocs de glicosilació; la distància des del centre fins als dos fragments Fab és de 16,9 nm. En canvi, la IgA2 està formada per deu residus, no té cap lloc de glicosilació i la distància des del centre a les dues regions Fab és de 8,2 nm.
A causa d'aquesta estructura, les seves característiques varien. Com que la IgA1 és més extensa, proporciona un abast més llarg antigènic i és molt més flexible, mentre que la IgA2 és més compacta i té menys flexibilitat.

#### N-glicosilació
Tant la IgA1 com la IgA2 presenten residus glicosilats que les protegeixen de l'acció de les proteases. En el cas de la IgA1 es troben tres residus glicosilats (majoritàriament N-acetil galactosamina, galactosa i àcid siàlic) que provoquen que la IgA1 no pugui adoptar totes les conformacions possibles, mentre que la IgA2 presenta altres llocs de glicosilació depenent de la seva forma al·lotípica: la IgA2 (Am2 +) té dos oligosacàrids units al domini Cα1 i al domini Cα2; mentre que la IgA2 (Am2 -) només en té un al primer domini. A més, la IgA1 compta amb la presència d'enllaços O-glicosídics a la regió frontissa que incrementen la seva protecció davant les proteases. Tot i així, la IgA2 està més glicosilada que la IgA1 de manera que les IgA1 són més susceptibles a la proteòlisi.

#### Ponts disulfur
En les IgA1 els ponts disulfur es localitzen entre cisteïnes de la cadena lleugera i la cadena pesant. En canvi, en les IgA2 els ponts disulfur es troben entre les dues cadenes lleugeres mentre que la cadena pesant i lleugera s'enllacen mitjançant interaccions no covalents. A causa d'aquesta diferència en les interaccions i enllaços, les IgA2 tenen més tendència a la desnaturalització mentre que les IgA1 són més susceptibles a les proteases. Així doncs, la disposició i els tipus d'enllaços fan que les estructures variïn i que siguin més o menys estables.

#### Forma T
A diferència de les altres immunoglobulines, que es pleguen en forma de “Y”, les IgA tenen forma de “T”. Pel que fa a les IgA1, adopten aquesta conformació a causa de la rigidesa i longitud de la regió frontissa. Ara bé, les IgA2 són estructures més compactes, ja que s'estableix un pont disulfur entre cadenes lleugeres, la regió frontissa és més estreta i en aquesta mateixa regió s'hi troben residus de prolina. Aquestes característiques permeten que adopti la conformació T.

## Propietats

### Físiques
- Massa molecular: 150.000-600.000 Da.
- Monòmer dímer, trímer o tetràmer.
- Dues subclasses: IgA1 i IgA2.
- Nombre d'aminoàcids (monòmer): 470.
- Dominis cadena pesant (monòmer): 3
- Semivida: 6 dies.
- Concentració al sèrum: 3 mg /ml.
- Cadenes polipeptídiques diferents: 4 en la forma secretada (H,L,J i peça secretora)
- Llocs d'unió a l'Ag: 4 (dímer)

### Biològiques
- Un 15-20% dels anticossos dels sèrums són IgA.
- Predominant en les secrecions mucoses.
- Present en la llet materna.
- La forma dimèrica conté la cadena J i el component secretor que li proporciona resistència a les proteases.

## Funcions
Aquesta immunoglobulina posseeix una gran capacitat neutralitzant i precipitant. Per contra, la seva capacitat de fixar el sistema complement i d'opsonització són molt febles, limitant-se el seu efecte a neutròfils i no a macròfags. Per tant, la IgA no pot activar el sistema complement ni té capacitat d'opsonització, però sí que pot bloquejar antígens. Elimina els patògens, a través de les mucoses, gràcies a la seva forma tetravalent que forma grans complexos antigen-anticòs.
El paper biològic de la IgA en les secrecions és divers.
1. En la llum:
  - Té una funció antiviral: fa front a diversos virus, tant els que produeixen infeccions locals com als virus que es disseminen.
  - Neutralitza els virus impedint la colonització de la mucosa.
  - Desenvolupa una funció antibacteriana perquè impedeix l'adherència i la colonització de les superfícies mucoses, neutralitzant les toxines bacterianes.
  - Duu a terme una acció antiparasitària.
2. A nivell intraepitelial: 
  - Neutralització dels virus dins de les cèl·lules endotelials infectades.
3. En la làmina pròpia: 
  - Formació de complexos immunitaris donat el contacte freqüent amb els antígens.

### Receptors
La regió Fc té un gran paper en la funció de la IgA perquè interacciona amb els receptors de la membrana cel·lular. Aquesta interacció, que es pot donar en les dues formes de l'anticòs (sèrum i secretora), normalment té lloc en diversos receptors:
- FcαRI:

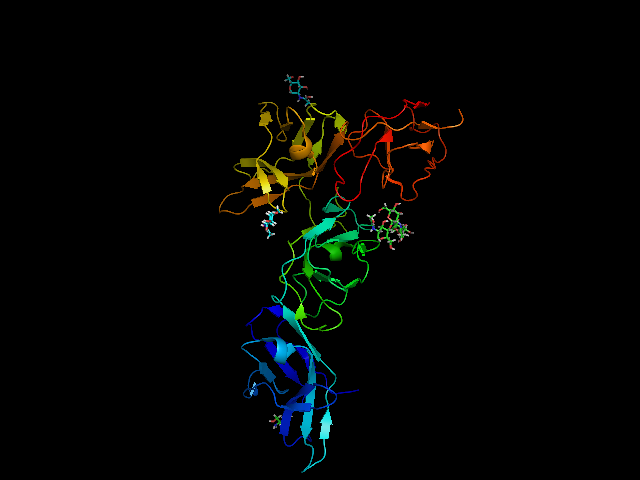
Estructura del receptor FcaRI que s'uneix a la regió Fc de la immunoglobulina A.

Aquest receptor és una glicoproteïna transmembrana que està present a la superfície de cèl·lules del sistema immunitari com neutròfils, monòcits, macròfags i eosinòfils. Participa en les respostes immunològiques als patògens i, interactuant amb la IgA opsonitzada, desencadena processos de defensa immunològica: fagocitosi, citotoxicitat i estimulació d'agents inflamatoris. Les regions Fc tant de la IgA1 com de la IgA2 s'uneixen a través del domini distal de la membrana FcαRI del receptor. La superfície d'interacció comprèn un nucli hidròfob central d'IgA amb residus Leu257, Leu258, Met433,Leu441, Ala442, Phe443, i la porció alifàtica d'Arg382, i residus FcαRI Tyr53, Leu54, Phe56, Gly84, His85, i la porció alifàtica de Lys55, amb contribucions addicionals de diversos residus carregats que els envolten. Malgrat l'homologia entre els dos lligands i receptors, el lloc del FcαRI en les IgA difereix notablement de les IgG i IgE pels seus receptors. Els dominis de Fc són altament específics. L'anàlisi filogenètica i la diversitat d'IgA i FcαRI suggereix que la interacció FcαRI-IgA ha evolucionat sota la pressió de proteïnes patògenes de l'anticòs.
- Fcα/μR:

El Fcα/μR és un receptor que s'uneix a la IgA i a la IgM però que només interactua amb les seves formes polimèriques. S'expressa en les cèl·lules dendrítiques fol·liculars en l'amígdala, en els macròfags, en les cèl·lules plasmàtiques, en les cèl·lules de Paneth i a centres germinals de l'intestí. Encara que la seva funció no està del tot clara, se suposa que aquest domini de la IgA (Fcα) té un paper molt important en la coordinació de la resposta immunitària.

## Formació

### Cicle cel·lular de la IgA
Les immunoglobulines A són sintetitzades gràcies a la maduració i migració de les cèl·lules B en el sistema immunitari de mucoses. Aquesta producció de la IgA es realitza en els cúmuls limfoides dels teixits limfoides associats a l'intestí i dels teixits limfoides associats als bronquis.
Els precursors de les cèl·lules plasmàtiques productores de la immunoglobulina es troben com a limfòcits B provinents de la medul·la òssia. És allà on aquests precursors interaccionen amb els antígens, que entren des de l'intestí fins a les cèl·lules epitelials especialitzades.
Aquestes molècules precursores proliferen i maduren als ganglis limfàtics transformant-se en les cèl·lules blàstiques que contenen l'anticòs. Tot seguit, són transportades a través dels ganglis limfàtics fins a l'intestí prim. Després d'anar a l'intestí, van als ganglis mesentèrics, circulen per la limfa que els transporta fins a la sang i aquesta els condueix cap a les mucoses. En l'intestí prim o en les mucoses, els limfòcits segueixen proliferant i maduren completament, formant cèl·lules plasmàtiques de classe IgA.
Per la gènesi i el manteniment del cicle cel·lular de la IgA s'assumeixen tres particularitats: 
1. Encara que la producció de la IgA estigui prederminada, aquesta no controla per si mateixa la seva migració a les mucoses.
2. La migració de l'antigen és independent.
3. És necessària la presència de cèl·lules T especials capaces d'ajudar en la producció d'IgA.

### IgA secretora[6][7][8]
La IgA és la principal immunoglobulina de les secrecions. L'anticòs, que es transformarà en IgA secretora, és sintetitzat localment per cèl·lules plasmàtiques que es troben en determinades glàndules (salival, lacrimal i mamària) i en les mucoses que tenen contacte amb el medi extern, tot i que una petita part és sintetitzada als vasos sanguinis. Un cop sintetitzada, la IgA secretora dimèrica (IgA)2 entra a l'espai cel·lular interepitelial creuant la membrana basal. Dins d'aquesta, hi ha dues maneres per fer que el component secretori (CS) s'uneixi a la immunoglobulina i aquesta adquireixi algunes propietats particulars, com per exemple, una gran resistència a l'acció de proteases:
1. El component secretori s'ha compactat abans a l'Aparell de Golgi i ha estat segregat dins la membrana basal. Un cop la IgA dimèrica ha entrat a l'espai cel·lular interepitelial i s'ha unit al CS, entren per pinocitosi a la cèl·lula epitelial. Després d'entrar-hi, són secretats al lumen intestinal, on realitzaran la seva funció.Estructura de la IgA secretora[9]

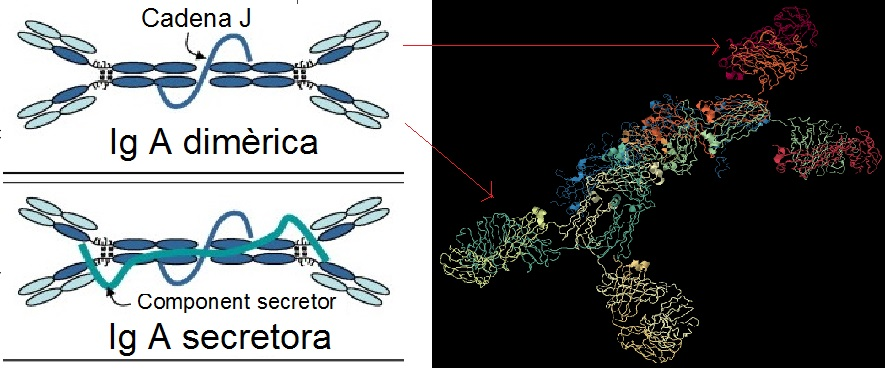
Estructura de la IgA secretora

2. Hi ha estudis que confirmen que pot haver-hi una segona manera de secretar la IgA al lumen intestinal, mitjançant el receptor pIgR. El receptor d'IgA polimèric (pIgR) és sintetitzat pel reticle endoplasmàtic i transportat a l'aparell de Golgi (fins al TGN) i des d'allà, mitjançant vesícules, és portat a la superfície cel·lular interepitelial, on s'allibera. Seguidament, s'uneix a la (IgA)2 i torna a entrar a la cèl·lula per endocitosi. Un cop a dins, el receptor entra a l'endosoma, on és empaquetat en vesícules de transcitosi i transportat a la superfície cel·lular apical, on fa la transcitosi, quedant-se amb una part dins la cèl·lula. Allà és on el pIgR és tallat i la part extracel·lular del pIgR,denominada component secretori, és alliberada juntament amb la (IgA)2 al lumen intestinal.

## Patologies

### Deficiència selectiva de IgA[10]
Baixos nivells o l'absència d'IgA estan associats a una deficiència selectiva d'IgA, una de les malalties més comunes d'immunodeficiència primària, amb una prevalença d'1 entre 500 persones. Molts individus presenten malalties relativament lleugeres i poden fins i tot considerar-se sans, mentre que d'altres tenen malalties significatives. Encara no s'ha determinat l'explicació d'aquesta diferència. Per una banda, alguns dels problemes més comuns en relació amb la deficiència d'IgA són les infeccions recurrents a oïda, sinusitis, bronquitis i pneumònia. Això s'explica perquè les IgA actuen a les superfícies mucoses i per tant, aquestes zones queden desprotegides sense la presència de l'anticòs. Les infeccions poden arribar a esdevenir cròniques i no millorar amb l'ús de tractaments. Per l'altra, les al·lèrgies també poden ser habituals en persones amb deficiència selectiva d'IgA. Alguns dels casos més comuns són l'asma, que tendeix a ser més greu, l'al·lèrgia a determinats aliments i l'al·lèrgia a les mateixes IgA d'altres persones, que el sistema immunitari pot reconèixer com proteïnes estranyes. Finalment, un altre problema recurrent és l'aparició de malalties autoimmunes, com l'Artritis Reumatoide o la Púrpura trombocitopènica idiopàtica. Tot i que la deficiència selectiva de la IgA és una de les formes més lleus d'immunodeficiència, pot resultar en malalties greus en determinades persones. Per tant, resulta difícil predir el desenvolupament del malalt a llarg termini.

### Altres
Es troben malalties que són causades per acumulacions de la IgA, com la Nefropatia per IgA o la Púrpura de Schönlein-Henoch (PSH).
En altres casos, sorgeix un dèficit de la IgA per l'acció de determinats microorganismes que generen proteases capaces de destruir l'anticòs, com ara Neisseria gonorrhœae, Streptococcus pneumoniae o Haemophilus influenzae.